# Fałszywa Biblia
Fałszywa Biblia (Biblia cudzołożników, Biblia grzeszników, Biblia Niegodziwa, Zła Biblia; ang. The Wicked Bible, rzadziej:Adulterous Bible lub Sinner's Bible) – przyjęte określenie Biblii wydanej w języku angielskim w 1631 roku przez Roberta Barkera i Martina Lucasa, królewskich drukarzy z Londynu, mającej stanowić reprint tzw. Biblii króla Jakuba. Określenie wywodzi się z błędu zecerskiego – w tekście dziesięciu przykazań opuszczono słowo nie w przykazaniu „Nie cudzołóż”. Pomyłka została rozpowszechniona w wielkiej liczbie egzemplarzy, stąd określenie. Autorzy reprintu zostali w rok później ukarani grzywną w wysokości 300 funtów oraz odebraniem licencji na druk. Wydanie Biblii z tak rażącym niedopatrzeniem zszokowało osobiście ówczesnego króla Anglii i Szkocji Karola I (który zamówił wtedy tysiąc kopii Biblii, nie wiedząc o pomyłce) oraz biskupa Canterbury. Ten drugi powiedział wówczas:

Pamiętam czasy, kiedy nad drukiem roztaczana była duża opieka, szczególnie nad Biblią. Najlepsi zecerzy i korektorzy  byli zacnymi i douczonymi ludźmi, papier i litery niepospolite oraz najlepsze pod niemal każdym względem, a teraz papier jest niczym, zecerzy to chłoptasie, a korektorzy są niedouczeni.

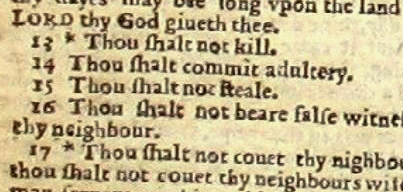
Reprodukcja strony z błędem

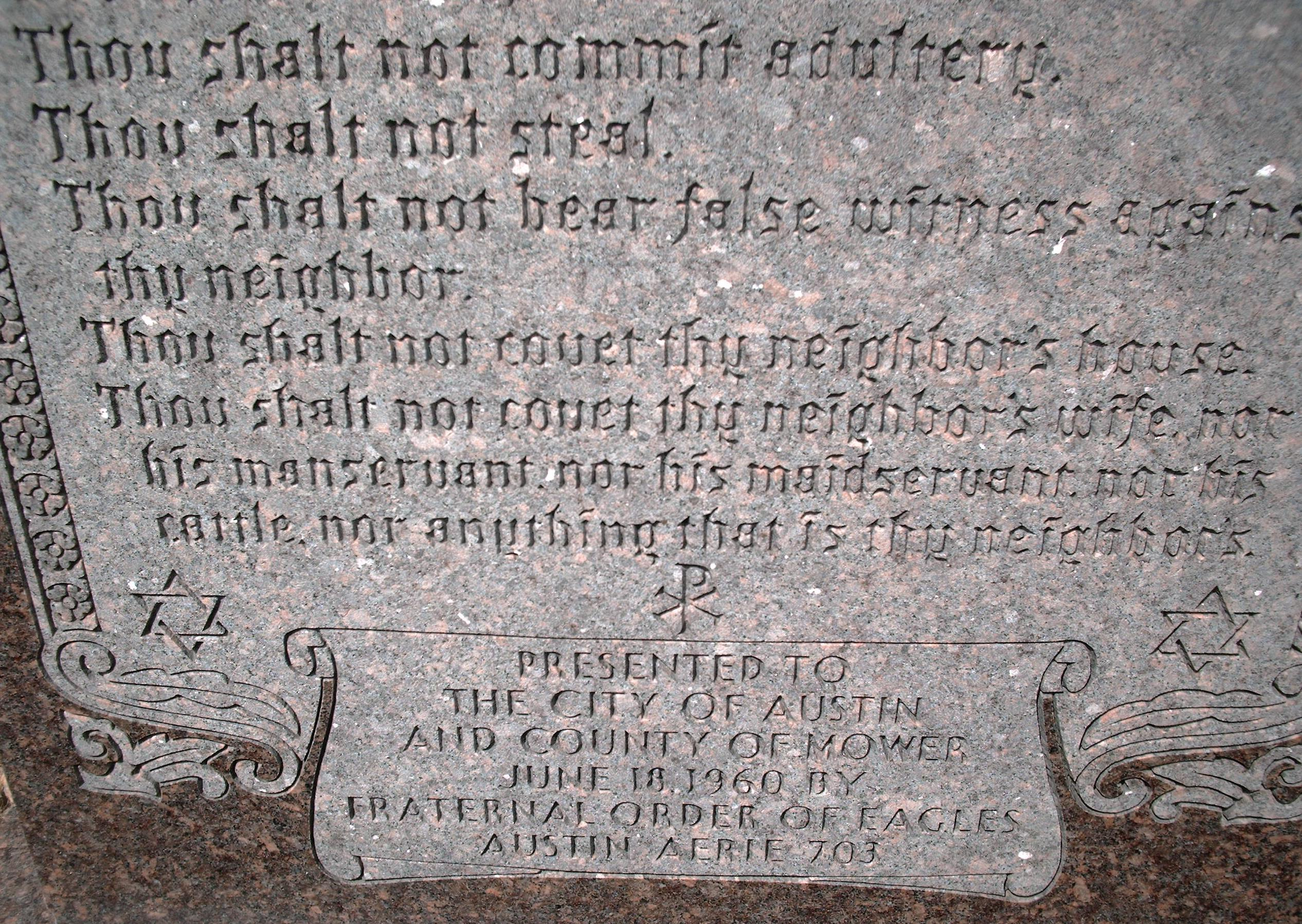
Poprawna wersja 10 przykazań (Ten commandments) w języku angielskim

Z rozkazu króla, zecerzy i wydawcy zostali wezwani przed sąd Izby Gwiaździstej. Po dokładnej analizie wszystkich wydarzeń dowiedziono winy oskarżonych. Zasądzona kara była równowartością  gospodarstwa o powierzchni 120 ha, stanowi w przybliżeniu ekwiwalent dzisiejszej kwoty 34 000 GBP (sierpień 2010).
Większość kopii Fałszywej Biblii została natychmiastowo wycofana z użytku, do dzisiaj ostało się jedynie 11 egzemplarzy, z czego jeden znajduje się w Oddziale Książki Rzadkiej New York Public Library i prawie nigdy nie jest udostępniany, a inny można z kolei zobaczyć w Muzeum Biblii w Branson, Missouri (USA).

## Fragment tekstu z błędem

### W oryginale
(…)
Honour thy father and thy mother, that thy dayes may bee long vpon the land which the LORD thy God giueth thee.

13 * Thou ſhalt not kill.

14 Thou ſhalt commit adultery.

15 Thou ſhalt not ſteale.

16 Thou ſhalt not beare falſe witneſſe againſt thy neighbour.

17 * Thou ſhalt not couet thy nighbours houſe, thou ſhalt not couet thy neighbours wife (…)

### Tłumaczenie dosłowne
(…)
Czcij ojca swego i matkę swoją, jak ci nakazał PAN, Bóg twój, abyś długo żył i aby ci się dobrze powodziło na ziemi, którą ci daje Pan, Bóg twój.

13 * Nie zabijaj.

14 Cudzołóż.

15 Nie kradnij.

16 Nie mów fałszywego świadectwa przeciw bliźniemu twemu.

17 * Nie będziesz pożądał domu swojego bliźniego. Nie będziesz pragnął żony swojego bliźniego (…)

## Wydźwięk zdarzenia

### Czasy ówczesne
Poza oburzeniem wśród ówczesnego Kościoła, sprawa wydania Fałszywej Biblii doczekała się komentarzy pośród historyków. Zapis zdarzenia zachował się z notatki sporządzonej przez jednego z nich:

Wielmożni Panowie Drukarze popełnili skandaliczny błąd w naszych angielskich Bibliach, opuszczając słowo nie w siódmym przykazaniu. Jego Wysokość, zapoznawszy się z tym faktem za sprawą biskupa londyńskiego, wydał rozkaz sprowadzenia drukarzy przed Najwyższą Komisję, gdzie ponad wszelkimi dowodami, odtworzono całe zdarzenie, a drukarzy surowo ukarano, tak, jak na to zasłużyli. Częścią tej grzywny Laud sfinansował wspaniałą grecką czcionkę do publikacji manuskryptów takich jak Time and Industry, które powinny zostać przygotowane dla społeczności.

### Czasy współczesne
Zauważyć można delikatny oddźwięk Fałszywej Biblii na współczesnych ludzi. Nierzadko używana jest jako przykład czegoś abstrakcyjnego, bądź obrazująca zgorszenie ludzi (czyli przestrzeganie rzekomego „przykazania”). W literaturze doszukać się można nawet jakoby „echa” Fałszywej Biblii:
- W 2001 roku wydana została powieść The Wicked Bible (Fałszywa Biblia) autorstwa Edwina Astina. Książka traktuje o wpływie cywilizacji greckiej na chrześcijaństwo[5].

Współcześnie spotkać można nawet ludzi, którzy uważają Fałszywą Biblię za dzieło szatana.

## Ciekawostki
- Mniej znanym błędem, który pojawił się w Fałszywej Biblii, jest the lord hath shewed us his glory and his great arse zamiast the lord hath showed us his glory and his greatness. („Bóg pokazał nam swą chwałę i swój wielki tyłek” zamiast „Bóg pokazał nam swą chwałę i swą wielkość” – Księga Powtórzonego Prawa, 5:24)[1].
- Jeden z egzemplarzy Fałszywej Biblii został wystawiony na sprzedaż internetową. Zażądano za niego 89 500 dolarów[7].
- Za pieniądze z grzywny dokonano zakupu kilku profesjonalnych matryc drukarskich[8].